# Elvio
Elvio  è un nome proprio di persona italiano maschile.

## Varianti
- Maschili: Elvo[1], Elvi[2], Elvino[2], Elvinio[2], Elvidio[1][2], Elviano[2]
- Femminili: Elvia[1][2], Elva[1], Elvi[2], Elvina[2], Elvinia[2], Elvidia[2], Elviana[2]

## Origine e diffusione
Deriva dal gentilizio romano Helvus (o Helvius, le varianti da Helvidius, Helvinus, Helvianus e via dicendo), basato su helvus o helvium, letteralmente "di colore giallo rossastro", riferito al colore dei capelli. 
In qualche caso, può anche costituire un composto dei termini germanici ala ("tutto") e wini ("amico"); va notato inoltre che le varianti Elvi ed Elvo possono rappresentare, in certi casi, anche un derivato di Elba o un ipocoristico di altri nomi quali Elvezio ed Elvira.

## Onomastico
Il nome è adespota, non essendo portato da alcun santo. L'onomastico si può festeggiare il 1º novembre, in occasione di Ognissanti.

## Persone
- Gaio Elvio Cinna, poeta romano

Elvio Matè

Elvio Salvatore

- Publio Elvio Pertinace, imperatore romano
- Elvio Banchero, calciatore italiano
- Elvio Bizzaro, cestista italiano
- Elvio Fachinelli, psichiatra e psicoanalista italiano
- Elvio Giudici, critico musicale italiano
- Elvio Guagnini, critico letterario e saggista italiano
- Elvio Matè, calciatore e allenatore di calcio italiano
- Elvio Monti, compositore, arrangiatore e direttore d'orchestra italiano
- Elvio Porta, sceneggiatore, regista e attore italiano
- Elvio Salvatore, politico e avvocato italiano
- Elvio Salvori, calciatore e allenatore di calcio italiano
- Elvio Selighini, calciatore e allenatore di calcio italiano
- Elvio Ubaldi, politico italiano

### Varianti
- Elvidio, teologo italiano
- Elvi Pianca, calciatore italiano